# Negarotê
Negarotê (Nagarotú), jedno od plemena Sjevernih Nambikwara iz brazilske države Mato Grosso. Prema (Eberhardu 1995.) imaju između 40 i 50 govornika koji se služe dijalektom negarotê. Naseljeni su s plemenima Hahaintesu, Mamaindê, Waikisu i Wasusu na rezervatu Vale do Guaporé, uglavnom na aldeji Capitão Pedro, gdje je cjelokupna Nambikware populacija 1989. iznosila 341